# 小岩井神社
小岩井神社（こいわいじんじゃ）は、埼玉県飯能市の神社。

## 歴史
1644年（正保元年）に創建された。「大光院」が別当寺であった。大光院は修験道本山派の寺院であったが、明治初期の神仏分離により、廃寺に追い込まれ、大光院の僧侶は還俗して当社の神職となった。
1872年（明治5年）、近代社格制度に基づく「村社」に列せられ、1907年（明治40年）の神社合祀により周辺の3社が合祀され、「菅原神社」から「小岩井神社」に改称した。
当社の主祭神は菅原道真である。そういう経緯から、現在でも「天神様」と呼ばれている。「学問の神様」とされることから、入学児童祈願祭が執り行われ、多くの入学児童が参拝している。

## 交通アクセス
- 路線バス永田会館停留所より徒歩9分。